# Liga 1 de Indonesia 2017
La Liga 1 de Indonesia 2017 (también conocido como GO-JEK Traveloka por razones de patrocinio) es la 60 temporada de la máxima división del fútbol en Indonesia, la primera como Liga 1, que viene a reemplazar la Superliga de Indonesia, disputada por última vez en el 2014. La temporada comenzó el 15 de abril de 2017.
Persib Bandung, ganador de la temporada 2014 parte como el campeón defensor, ya que el torneo del 2015 fue abandonado debido a la suspensión de la FIFA y el Campeonato de fútbol de Indonesia 2016 no contó como torneo oficial.
El 15 de octubre de 2017, el portero Choirul Huda del Persela Lamongan falleció a los 38 años de edad en un encuentro de la Liga 1 de Indonesia 2017 que disputaba contra el Semen Padang FC, tras golpearse accidentalmente en la cabeza y en el cuello con su compañero Ramon Rodrigues a la hora de intentar despejar un disparo del equipo contrario.

## Datos generales
La Liga 1 de Indonesia 2017 es conformador por los 18 clubes de la Superliga de Indonesia 2015.

### Cambios de nombres
- Persipasi Bandung Raya cambió su nombre a Madura United F.C. en enero de 2016.[5]
- Persiram Raja Ampat cambió su nombre a PS TNI en marzo de 2016.[6]
- Surabaya United cambió su nombre a Bhayangkara Surabaya United en abril de 2016.[7]
- Bhayangkara Surabaya United cambió su nombre a Bhayangkara F.C. en septiembre de 2016.[8]
- Arema Cronus F.C. cambió su nombre a Arema F.C. el 20 de diciembre de 2016.[9]
- Pusamania Borneo F.C. cambió su nombre a Borneo F.C. en abril de 2017.[10]

### Estadios y ciudades
| Club                    | Ciudad            | Provincia             | Estadio                   | Capacidad |
| ----------------------- | ----------------- | --------------------- | ------------------------- | --------- |
| Arema FC                | Malang            | Java Oriental         | Kanjuruhan                | 42,449    |
| Bali United             | Gianyar           | Bali                  | Kapten I Wayan Dipta      | 25,000    |
| Barito Putera           | Banjarmasin       | Kalimantan Meridional | May 17th                  | 15,000    |
| Bhayangkara FC          | Surabaya          | Java Oriental         | Delta                     | 35,000    |
| Persegres Gresik United | Gresik            | Java Oriental         | Petrokimia                | 25,000    |
| Madura United FC        | Pamekasan         | Java Oriental         | Gelora Bangkalan          | 15,000    |
| Mitra Kukar             | Kutai Kartanegara | Kalimantan Oriental   | Aji Imbut                 | 35,000    |
| Persela Lamongan        | Lamongan          | Java Oriental         | Surajaya                  | 15,000    |
| Perseru Serui           | Serui             | Papúa                 | Marora                    | 10,000    |
| Persib Bandung          | Bandung           | Java Occidental       | Gelora Bandung Lautan Api | 38,000    |
| Persiba Balikpapan      | Balikpapan        | Kalimantan Oriental   | Persiba                   | 10,000    |
| Persija Jakarta         | Jakarta           | DKI Jakarta           | Manahan                   | 25,000    |
| Persipura Jayapura      | Jayapura          | Papúa                 | Mandala                   | 30,000    |
| PS TNI                  | Bogor             | Java Occidental       | Pakansari                 | 30,000    |
| PSM Makassar            | Makassar          | Célebes Meridional    | Andi Mattalatta           | 15,000    |
| Borneo FC               | Samarinda         | Kalimantan Oriental   | Segiri                    | 18,000    |
| Semen Padang            | Padang            | Sumatra Occidental    | Haji Agus Salim           | 10,000    |
| Sriwijaya               | Palembang         | Sumatra Meridional    | Gelora Sriwijaya          | 36,000    |

## Tabla de posiciones
Actualizado al 5 de mayo de 2017.
| Pos | Equipo                  | PJ | PG | PE | PP | GF | GC | Dif | Pts |
| --- | ----------------------- | -- | -- | -- | -- | -- | -- | --- | --- |
| 01. | PSM Makassar            | 4  | 3  | 1  | 0  | 07 | 03 | +4  | 10  |
| 02. | Arema FC                | 4  | 3  | 1  | 0  | 04 | 00 | +4  | 10  |
| 03. | Persib Bandung          | 4  | 2  | 2  | 0  | 05 | 02 | +3  | 8   |
| 04. | Barito Putera           | 4  | 2  | 1  | 1  | 05 | 03 | +2  | 7   |
| 05. | Semen Padang            | 4  | 2  | 1  | 1  | 05 | 04 | +1  | 7   |
| 05. | Madura United FC        | 4  | 2  | 1  | 1  | 05 | 04 | +1  | 7   |
| 05. | Persipura Jayapura      | 4  | 2  | 1  | 1  | 05 | 04 | +1  | 7   |
| 08. | PS TNI                  | 4  | 1  | 3  | 0  | 07 | 06 | +1  | 6   |
| 09. | Bali United             | 4  | 2  | 0  | 2  | 04 | 04 | +0  | 6   |
| 10. | Bhayangkara FC          | 4  | 2  | 0  | 2  | 05 | 06 | -1  | 6   |
| 11. | Mitra Kukar             | 4  | 1  | 2  | 1  | 07 | 07 | 0   | 5   |
| 12. | Borneo FC               | 4  | 1  | 1  | 2  | 06 | 05 | 1   | 4   |
| 13. | Persija Jakarta         | 4  | 1  | 1  | 2  | 03 | 03 | 0   | 4   |
| 14. | Sriwijaya FC            | 4  | 1  | 1  | 2  | 03 | 05 | -2  | 4   |
| 15. | Persela Lamongan        | 4  | 1  | 0  | 3  | 05 | 07 | -2  | 3   |
| 16. | Perseru Serui           | 4  | 1  | 0  | 3  | 04 | 07 | -3  | 3   |
| 17. | Persiba Balikpapan      | 4  | 0  | 1  | 3  | 02 | 06 | -4  | 1   |
| 18. | Persegres Gresik United | 4  | 0  | 1  | 3  | 02 | 08 | -6  | 1   |

Pts = Puntos; PJ = Partidos jugados; G = Partidos ganados; E = Partidos empatados; P = Partidos perdidos; GF = Goles anotados; GC = Goles recibidos; Dif = Diferencia de goles

(C) = Campeón.

|  | Liga de Campeones 2018 (Play-Off) |
|  | Copa AFC 2018 (Fase de grupos)    |
|  | Descenso a la Liga 2 de Indonesia |